# Rio Jacaré Pepira
Rio Jacaré Pepira är ett vattendrag i Brasilien.   Det ligger i delstaten São Paulo, i den södra delen av landet, 700 km söder om huvudstaden Brasília.
Omgivningarna runt Rio Jacaré Pepira är en mosaik av jordbruksmark och naturlig växtlighet. Runt Rio Jacaré Pepira är det glesbefolkat, med 13 invånare per kvadratkilometer.